# Piotr Morawski (futsalista)
Piotr Morawski (ur. 30 sierpnia 1987) – polski futsalista, zawodnik z pola, występuje obecnie w Wiśle Krakbet Kraków.
Piotr Morawski swoją karierę zaczynał jako piłkarz. W sezonach 2005/2006 i 2006/2007 był zawodnikiem Skawinki Skawina, natomiast w latach 2007-2012 grał dla Puszczy Niepołomice.
Od początku sezonu 2012/2013 jest zawodnikiem Wisły Krakbet Kraków, z którą w tym samym sezonie zdobył Mistrzostwo Polski. W sezonie 2013/2014 z Wisłą zajął trzecie miejsce w ekstraklasie oraz zdobył Puchar Polski. Na początku sezonu 2014/2015 zdobył Superpuchar Polski.